# Seznam vítězů mužské dvouhry na French Open
Seznam vítězů mužské dvouhry na French Open uvádí přehled šampionů mužské singlové soutěže French Open, turnaje známého také pod názvem Roland Garros, oficiálně francouzsky Les Internationaux de France de Roland Garros.
French Open představuje tenisový Grand Slam, každoročně hraný na přelomu května a června. Premiérový ročník mužů se odehrál v roce 1891. Ženská dvouhra se na něm poprvé konala roku 1897. V pořadí je druhým majorem sezóny zařazeným mezi Australian Open a Wimbledon. Od roku 1928 probíhá na otevřených antukových dvorcích areálu Stade Roland-Garros v Paříži. V roce 1968 se jako první z grandslamů otevřel profesionálům.
Kvalifikace mužské dvouhry se účastní sto dvacet osm tenistů. Šestnáct z nich řádně postupuje do hlavní soutěže, která se hraje vyřazovacím systémem na tři vítězné sety. V pavouku je sto dvacet osm hráčů s třiceti dvěma nasazenými. V letech 1973–2021 se hrál tiebreak, s výjimkou rozhodující páté sady. V sezóně 2022 byla zkrácená hra zavedena i do páté sady za stavu her 6–6, ovšem do 10 bodů.
Vítěz získává zdobný stříbrný Pohár mušketýrů, v roce 1927 pojmenovaný na počest čtyř mušketýrů: Jeana Borotry, Jacquese Brugnona, Henriho Cocheta a René Lacosta. Nejmladším šampionem se v roce 1989 stal Američan Michael Chang, který triumfoval v 17 letech, 3 měsících a 20 dnech. Naopak jako nejstarší si titul odvezl Srb Novak Djoković, kterému při triumfu v roce 2023 bylo 36 let a 20 dní.
Titulem na French Open 2022 se Španěl Rafael Nadal stal prvním tenistou historie se čtrnácti trofejemi z jediného grandslamu i v profesionálním tenisu.

## Historie

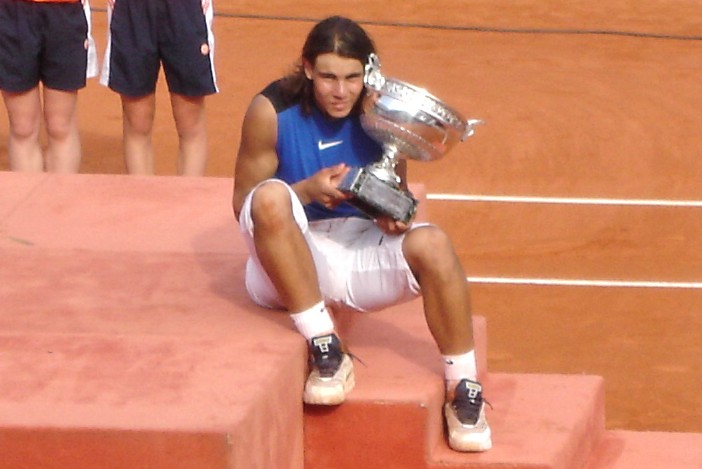
Rafael Nadal s Pohárem mušketýrů na French Open 2006

French Open organizované Francouzskou tenisovou federací je druhým ze čtyř Grand Slamů sezóny. Probíhá na přelomu května a června. Turnaj byl založen v roce 1891. Do počátku open éry v roce 1968 se konal pod názvem French Championships. Před rokem 1925 na něm mohli startovat pouze tenisté registrovaní ve francouzských klubech. Prvním vítězem se stal Brit H. Briggs, člen francouzského Clubu Stade Français. V úvodní dekádě se utkání hrála na dva vítězné sety. V roce 1902 či 1903 došlo ke změně na tři vítězné sady. Rané fázi turnaje dominovali do rozhoření prvního světového konfliktu francouzští hráči, včetně osminásobného vítěze Maxe Decugise. Mezi roky 1915–1919 se šampionát v důsledku války nekonal. V období 1924 až 1932 získali singlové trofeje čtyři mušketýři. Zvýšení atraktivity přinesl turnaji roku 1925 mezinárodní charakter, když se otevřel mimofrancouzským tenistům. V daném ročníku triumfoval René Lacoste. Zájem také zvýšila výhra Francouzů v Davis Cupu 1927 a zbudování nového areálu Rolanda-Garrose v roce 1928, kdy soutěž ovládl Henri Cochet. Do té doby se hrálo v Racing Clubu či na dvorcích La Faisanderie.
Titul Američana Jacka Crawforda z roku 1933 znamenal první vítězství pro nefrancouzského tenistu od úvodního ročníku. Francouzi pak trofej nevyhráli až do druhého přerušení v roce 1940 kvůli druhé světové válce. Brit Fred Perry zkompletoval v Paříži jako první singlista historie kariérní grandslam roku 1935. Američanovi Donu Budgeovi se v sezóně 1938 podařilo jako prvnímu tenistovi získat čistý grandslam, k čemuž přispěl pařížský triumf po finálové výhře nad Čechoslovákem Roderichem Menzelem. V období 1941–1945 byl ve vichistickém režimu pořádán Tournoi de France. Jeho výsledky nebyly francouzským svazem započítány do oficiálních statistik ani do historie grandslamu. Na obnovené události v roce 1946 pak vyhrál Marcel Bernard, jakožto poslední Francouz před otevřenou érou datovanou od roku 1968.

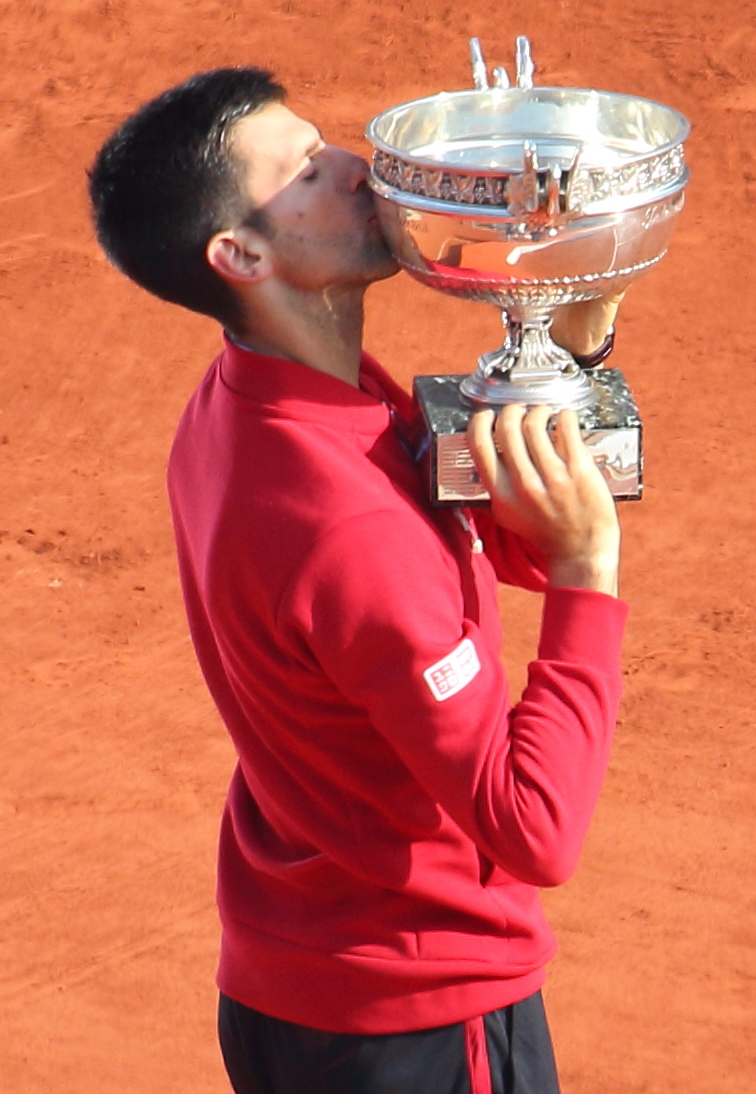
Titulem z roku 2016 zkompletoval Novak Djoković kariérní grandslam poprvé, trofejí v roce 2021 podruhé a výhrou v roce 2023 jako první muž historie potřetí

Během poválečného období dvouhře nedominoval žádný tenista. Pouze pět šampionů, Frank Parker, Jaroslav Drobný, Tony Trabert, Nicola Pietrangeli a Roy Emerson, vyhrálo vícekrát. Drobný si tituly z let 1951 a 1952 připsal jako první africký vítěz, když reprezentoval Egypt. Úvodním grandslamem otevřené éry se stalo French Open 1968, na němž vedle amatérů mohli startovat i profesionálové. Pohár mušketýrů si z něho odvezl Ken Rosewall. Australané si tak připsali sedmou trofej v osmi letech.
Od roku 1974 vybojoval šest titulů Švéd Björn Borg, z toho čtyři v řadě, což znamenalo rekord open éry do nástupu Nadala. Prvním francouzským šampionem od roku 1946 se stal v sezóně 1983 Yannick Noah a prvním jihoamerickým vítězem vůbec pak Argentinec Guillermo Vilas na French Open 1977. Čechoslovák Ivan Lendl pak poprvé triumfoval v roce 1984. Další sezónu ve finále podlehl Švédu Matsi Wilanderovi a následně přidal trofeje v letech 1986 a 1987. Nejmladším šampionem se v roce 1989 stal sedmnáctiletý Američan Michael Chang po závěrečném vítězství nad švédským hráčem Stefanem Edbergem.
V letech 1991 a 1992 si pohár odvezl Američan Jim Courier. Rovněž tak Španel Sergi Bruguera ovládl dva ročníky za sebou v sezónách 1993 a 1994. Brazilec Gustavo Kuerten vybojoval tři poháry v ročnících 1997, 2000 a 2001. Španěl Rafael Nadal na pařížské antuce debutoval v sezóně 2005, kdy si odvezl trofej. Další přidal v následujících třech ročnících. Úvodní porážku mu v osmifinále French Open 2009 přivodil Švéd Robin Söderling, jehož finálová prohra s Rogerem Federerem umožnila Švýcarovi zkompletovat kariérní grandslam. Nadal pak mezi lety 2010 až 2014 ovládl pět ročníků v řadě, což představovalo rekordní šňůru turnaje. Druhou a třetí prohru utržil od Srba Novaka Djokoviće, nejdříve ve čtvrtfinále French Open 2015 a poté v semifinále French Open 2021. Ve finále ročníku 2015 však Djoković nestačil na Švýcara Stana Wawrinku a první ze dvou trofejí odvezl až v roce 2016. Další tři ročníky 2017–2020 patřili opět Nadalovi, který na posledním z nich získal třináctý triumf. Vytvořil tak historický grandslamový rekord v počtu singlových titulů z jediného majoru. Desátým obhájeným titulem na French Open se stal nejúspěšnějším hráčem v počtu obhájených trofejí z jediného grandslamu. V roce 2022 Španěl posunul vlastní rekordy čtrnáctou pařížskou trofejí, která znamenala 22. grandslam.
Vítězové dokázali v otevřené éře otočit finále Roland Garros ze stavu 0–2 na sety šestkrát, a to v letech 1974, 1984, 1999, 2004, 2021 a 2025. Pouze Gastón Gaudio v roce 2004 a Carlos Alcaraz v ročníku 2025 vyhráli pařížské finále, přestože v něm čelili mečbolu. Alcaraz se Sinnerem odehráli v roce 2025 nejdelší pařížské finále trvající 5 hodin a 29 minut. Poprvé v něm o vítězi rozhodl až supertiebreak závěrečné páté sady.

## Přehled finále

### French Championships
| Rok                                                      | vítěz                                                    | poražený finalista                                       | výsledek                                                 |
| Championnat de France amateurs international (1891–1924) | Championnat de France amateurs international (1891–1924) | Championnat de France amateurs international (1891–1924) | Championnat de France amateurs international (1891–1924) |
| -------------------------------------------------------- | -------------------------------------------------------- | -------------------------------------------------------- | -------------------------------------------------------- |
| 1891                                                     | H. Briggs (BRI)                                          | P. Baigneres (FRA)                                       | 6–3, 6–4                                                 |
| 1892                                                     | Jean Schopfer (FRA)                                      | Francis L. Fassitt (USA)                                 | 6–2, 1–6, 6–2                                            |
| 1893                                                     | Laurent Riboulet (FRA)                                   | Jean Schopfer (FRA)                                      | 6–3, 6–3                                                 |
| 1894                                                     | André Vacherot (FRA)                                     | Gérard Brosselin (FRA)                                   | 1–6, 6–3, 6–3                                            |
| 1895                                                     | André Vacherot (FRA)                                     | Laurent Riboulet (FRA)                                   | 9–7, 6–2                                                 |
| 1896                                                     | André Vacherot (FRA)                                     | Gérard Brosselin (FRA)                                   | 6–1, 7–5                                                 |
| 1897                                                     | Paul Aymé (FRA)                                          | Francky Wardan (USA)                                     | 4–6, 6–4, 6–2                                            |
| 1898                                                     | Paul Aymé (FRA)                                          | Paul Lebreton (FRA)                                      | 5–7, 6–1, 6–2                                            |
| 1899                                                     | Paul Aymé (FRA)                                          | Paul Lebreton (FRA)                                      | 9–7, 3–6, 6–3                                            |
| 1900                                                     | Paul Aymé (FRA)                                          | André Prévost (FRA)                                      | 6–3, 6–0                                                 |
| 1901                                                     | André Vacherot (FRA)                                     | Paul Lebreton (FRA)                                      | výsledek neznámý                                         |
| 1902                                                     | Marcel Vacherot (FRA)                                    | Max Decugis (FRA)                                        | 6–4, 6–2                                                 |
| 1903                                                     | Max Decugis (FRA)                                        | André Vacherot (FRA)                                     | 6–3, 6–2                                                 |
| 1904                                                     | Max Decugis (FRA)                                        | André Vacherot (FRA)                                     | 6–1, 9–7, 6–8, 6–1                                       |
| 1905                                                     | Maurice Germot (FRA)                                     | André Vacherot (FRA)                                     | výsledek neznámý                                         |
| 1906                                                     | Maurice Germot (FRA)                                     | Max Decugis (FRA)                                        | 5–7, 6–3, 6–4, 1–6, 6–3                                  |
| 1907                                                     | Max Decugis (FRA)                                        | Robert Wallet (FRA)                                      | výsledek neznámý                                         |
| 1908                                                     | Max Decugis (FRA)                                        | Maurice Germot (FRA)                                     | 6–2, 6–1, 3–6, 10–8                                      |
| 1909                                                     | Max Decugis (FRA)                                        | Maurice Germot (FRA)                                     | 3–6, 2–6, 6–4, 6–4, 6–4                                  |
| 1910                                                     | Maurice Germot (FRA)                                     | François Blanchy (FRA)                                   | 6–1, 6–3, 4–6, 6–3                                       |
| 1911                                                     | André Gobert (FRA)                                       | Maurice Germot (FRA)                                     | 6–1, 8–6, 7–5                                            |
| 1912                                                     | Max Decugis (FRA)                                        | André Gobert (FRA)                                       | výsledek neznámý                                         |
| 1913                                                     | Max Decugis (FRA)                                        | Georges Gault (FRA)                                      | výsledek neznámý                                         |
| 1914                                                     | Max Decugis (FRA)                                        | Jean Samazeuilh (FRA)                                    | 3–6, 6–1, 6–4, 6–4                                       |
| 1915                                                     | nehráno                                                  | nehráno                                                  | nehráno                                                  |
| 1916                                                     | nehráno                                                  | nehráno                                                  | nehráno                                                  |
| 1917                                                     | nehráno                                                  | nehráno                                                  | nehráno                                                  |
| 1918                                                     | nehráno                                                  | nehráno                                                  | nehráno                                                  |
| 1919                                                     | nehráno                                                  | nehráno                                                  | nehráno                                                  |
| 1920                                                     | André Gobert (FRA)                                       | Max Decugis (FRA)                                        | 6–3, 3–6, 1–6, 6–2, 6–3                                  |
| 1921                                                     | Jean Samazeuilh (FRA)                                    | André Gobert (FRA)                                       | 6–3, 6–3, 2–6, 7–5                                       |
| 1922                                                     | Henri Cochet (FRA)                                       | Jean Samazeuilh (FRA)                                    | 8–6, 6–3, 7–5                                            |
| 1923                                                     | François Blanchy (FRA)                                   | Max Decugis (FRA)                                        | 1–6, 6–2, 6–0, 6–2                                       |
| 1924                                                     | Jean Borotra (FRA)                                       | René Lacoste (FRA)                                       | 7–5, 6–4, 0–6, 5–7, 6–2                                  |
| Internationaux de France amateurs (1925–1967)            |                                                          |                                                          |                                                          |
| 1925                                                     | René Lacoste (FRA)                                       | Jean Borotra (FRA)                                       | 7–5, 6–1, 6–4                                            |
| 1926                                                     | Henri Cochet (FRA)                                       | René Lacoste (FRA)                                       | 6–2, 6–4, 6–3                                            |
| 1927                                                     | René Lacoste (FRA)                                       | William Tilden (USA)                                     | 6–4, 4–6, 5–7, 6–3, 11–9                                 |
| 1928                                                     | Henri Cochet (FRA)                                       | René Lacoste (FRA)                                       | 5–7, 6–3, 6–1, 6–3                                       |
| 1929                                                     | René Lacoste (FRA)                                       | Jean Borotra (FRA)                                       | 6–3, 2–6, 6–0, 2–6, 8–6                                  |
| 1930                                                     | Henri Cochet (FRA)                                       | William Tilden (USA)                                     | 3–6, 8–6, 6–3, 6–1                                       |
| 1931                                                     | Jean Borotra (FRA)                                       | Christian Boussus (FRA)                                  | 2–6, 6–4, 7–5, 6–4                                       |
| 1932                                                     | Henri Cochet (FRA)                                       | Giorgio de Stefani (ITA)                                 | 6–0, 6–4, 4–6, 6–3                                       |
| 1933                                                     | Jack Crawford (USA)                                      | Henri Cochet (FRA)                                       | 8–6, 6–1, 6–3                                            |
| 1934                                                     | Gottfried von Cramm (GER)                                | Jack Crawford (USA)                                      | 6–4, 7–9, 3–6, 7–5, 6–3                                  |
| 1935                                                     | Fred Perry (GBR)                                         | Gottfried von Cramm (GER)                                | 6–3, 3–6, 6–1, 6–3                                       |
| 1936                                                     | Gottfried von Cramm (GER)                                | Fred Perry (GBR)                                         | 6–0, 2–6, 6–2, 2–6, 6–0                                  |
| 1937                                                     | Henner Henkel (GER)                                      | Bunny Austin (GBR)                                       | 6–1, 6–4, 6–3                                            |
| 1938                                                     | Donald Budge (USA)                                       | Roderich Menzel (TCH)                                    | 6–3, 6–2, 6–4                                            |
| 1939                                                     | Donald McNeill (USA)                                     | Bobby Riggs (USA)                                        | 7–5, 6–0, 6–3                                            |
| 1940                                                     | nehráno                                                  | nehráno                                                  | nehráno                                                  |
| 1941                                                     | Bernard Destremau (FRA)                                  | Robert Ramillon (FRA)                                    | 6–4, 2–6, 6–3, 6–4                                       |
| 1942                                                     | Bernard Destremau (FRA)                                  | Christian Boussus (FRA)                                  | 5–7, 6–4, 6–4, 6–1                                       |
| 1943                                                     | Yvon Petra (FRA)                                         | Henri Cochet (FRA)                                       | 6–3, 6–3, 6–8, 2–6, 6–4                                  |
| 1944                                                     | Yvon Petra (FRA)                                         | Marcel Bernard (FRA)                                     | 6–1, 4–6, 4–6, 7–5, 6–2                                  |
| 1945                                                     | Yvon Petra (FRA)                                         | Bernard Destremau (FRA)                                  | 7–5, 6–4, 6–2                                            |
| 1946                                                     | Marcel Bernard (FRA)                                     | Jaroslav Drobný (TCH)                                    | 3–6, 2–6, 6–1, 6–4, 6–3                                  |
| 1947                                                     | József Asbóth (HUN)                                      | Eric Sturgess (JAU)                                      | 8–6, 7–5, 6–4                                            |
| 1948                                                     | Frank Parker (USA)                                       | Jaroslav Drobný (TCH)                                    | 6–4, 7–5, 5–7, 8–6                                       |
| 1949                                                     | Frank Parker (USA)                                       | Budge Patty (USA)                                        | 6–3, 1–6, 6–1, 6–4                                       |
| 1950                                                     | Budge Patty (USA)                                        | Jaroslav Drobný (EGY)                                    | 6–1, 6–2, 3–6, 5–7, 7–5                                  |
| 1951                                                     | Jaroslav Drobný (EGY)                                    | Eric Sturgess (JAU)                                      | 6–3, 6–3, 6–3                                            |
| 1952                                                     | Jaroslav Drobný (EGY)                                    | Frank Sedgman (AUS)                                      | 6–2, 6–0, 3–6, 6–4                                       |
| 1953                                                     | Ken Rosewall (AUS)                                       | Vic Seixas (USA)                                         | 6–3, 6–4, 1–6, 6–2                                       |
| 1954                                                     | Tony Trabert (USA)                                       | Arthur Larsen (USA)                                      | 6–4, 7–5, 6–1                                            |
| 1955                                                     | Tony Trabert (USA)                                       | Sven Davidson (SWE)                                      | 2–6, 6–1, 6–4, 6–2                                       |
| 1956                                                     | Lew Hoad (AUS)                                           | Sven Davidson (SWE)                                      | 6–4, 8–6, 6–3                                            |
| 1957                                                     | Sven Davidson (SWE)                                      | Herbert Flam (USA)                                       | 6–3, 6–4, 6–4                                            |
| 1958                                                     | Mervyn Rose (AUS)                                        | Luis Ayala (CHI)                                         | 6–3, 6–4, 6–4                                            |
| 1959                                                     | Nicola Pietrangeli (ITA)                                 | Ian Vermaak (JAU)                                        | 3–6, 6–3, 6–4, 6–1                                       |
| 1960                                                     | Nicola Pietrangeli (ITA)                                 | Luis Ayala (CHI)                                         | 3–6, 6–3, 6–4, 4–6, 6–3                                  |
| 1961                                                     | Manuel Santana (ESP)                                     | Nicola Pietrangeli (ITA)                                 | 4–6, 6–1, 3–6, 6–0, 6–2                                  |
| 1962                                                     | Rod Laver (AUS)                                          | Roy Emerson (AUS)                                        | 3–6, 2–6, 6–3, 9–7, 6–2                                  |
| 1963                                                     | Roy Emerson (AUS)                                        | Pierre Darmon (FRA)                                      | 3–6, 6–1, 6–4, 6–4                                       |
| 1964                                                     | Manuel Santana (ESP)                                     | Nicola Pietrangeli (ITA)                                 | 6–3, 6–1, 4–6, 7–5                                       |
| 1965                                                     | Fred Stolle (AUS)                                        | Tony Roche (AUS)                                         | 3–6, 6–0, 6–2, 6–3                                       |
| 1966                                                     | Tony Roche (AUS)                                         | István Gulyás (HUN)                                      | 6–1, 6–4, 7–5                                            |
| 1967                                                     | Roy Emerson (AUS)                                        | Tony Roche (AUS)                                         | 6–1, 6–4, 2–6, 6–2                                       |

### French Open
| Rok                                           | vítěz                                         | poražený finalista                            | výsledek                                      |
| Internationaux de France – Ère Open (od 1968) | Internationaux de France – Ère Open (od 1968) | Internationaux de France – Ère Open (od 1968) | Internationaux de France – Ère Open (od 1968) |
| --------------------------------------------- | --------------------------------------------- | --------------------------------------------- | --------------------------------------------- |
| 1968                                          | Ken Rosewall (AUS)                            | Rod Laver (AUS)                               | 6–3, 6–1, 2–6, 6–2                            |
| 1969                                          | Rod Laver (AUS)                               | Ken Rosewall (AUS)                            | 6–4, 6–3, 6–4                                 |
| 1970                                          | Jan Kodeš (TCH)                               | Željko Franulović (YUG)                       | 6–2, 6–4, 6–0                                 |
| 1971                                          | Jan Kodeš (TCH)                               | Ilie Năstase (ROU)                            | 8–6, 6–2, 2–6, 7–5                            |
| 1972                                          | Andrés Gimeno (ESP)                           | Patrick Proisy (FRA)                          | 4–6, 6–3, 6–1, 6–1                            |
| 1973                                          | Ilie Năstase (ROU)                            | Nikola Pilić (YUG)                            | 6–3, 6–3, 6–0                                 |
| 1974                                          | Björn Borg (SWE)                              | Manuel Orantes (ESP)                          | 2–6, 6–7(4–7), 6–0, 6–1, 6–1                  |
| 1975                                          | Björn Borg (SWE)                              | Guillermo Vilas (ARG)                         | 6–2, 6–3, 6–4                                 |
| 1976                                          | Adriano Panatta (ITA)                         | Harold Solomon (USA)                          | 6–1, 6–4, 4–6, 7–6(7–3)                       |
| 1977                                          | Guillermo Vilas (ARG)                         | Brian Gottfried (USA)                         | 6–0, 6–3, 6–0                                 |
| 1978                                          | Björn Borg (SWE)                              | Guillermo Vilas (ARG)                         | 6–1, 6–1, 6–3                                 |
| 1979                                          | Björn Borg (SWE)                              | Víctor Pecci (PAR)                            | 6–3, 6–1, 6–7(6–8), 6–4                       |
| 1980                                          | Björn Borg (SWE)                              | Vitas Gerulaitis (USA)                        | 6–4, 6–1, 6–2                                 |
| 1981                                          | Björn Borg (SWE)                              | Ivan Lendl (TCH)                              | 6–1, 4–6, 6–2, 3–6, 6–1                       |
| 1982                                          | Mats Wilander (SWE)                           | Guillermo Vilas (ARG)                         | 1–6, 7–6(8–6), 6–0, 6–4                       |
| 1983                                          | Yannick Noah (FRA)                            | Mats Wilander (SWE)                           | 6–2, 7–5, 7–6(7–3)                            |
| 1984                                          | Ivan Lendl (TCH)                              | John McEnroe (USA)                            | 3–6, 2–6, 6–4, 7–5, 7–5                       |
| 1985                                          | Mats Wilander (SWE)                           | Ivan Lendl (TCH)                              | 3–6, 6–4, 6–2, 6–2                            |
| 1986                                          | Ivan Lendl (TCH)                              | Mikael Pernfors (SWE)                         | 6–3, 6–2, 6–4                                 |
| 1987                                          | Ivan Lendl (TCH)                              | Mats Wilander (SWE)                           | 7–5, 6–2, 3–6, 7–6(7–3)                       |
| 1988                                          | Mats Wilander (SWE)                           | Henri Leconte (FRA)                           | 7–5, 6–2, 6–1                                 |
| 1989                                          | Michael Chang (USA)                           | Stefan Edberg (SWE)                           | 6–1, 3–6, 4–6, 6–4, 6–2                       |
| 1990                                          | Andrés Gómez (ECU)                            | Andre Agassi (USA)                            | 6–3, 2–6, 6–4, 6–4                            |
| 1991                                          | Jim Courier (USA)                             | Andre Agassi (USA)                            | 3–6, 6–4, 2–6, 6–1, 6–4                       |
| 1992                                          | Jim Courier (USA)                             | Petr Korda (TCH)                              | 7–5, 6–2, 6–1                                 |
| 1993                                          | Sergi Bruguera (ESP)                          | Jim Courier (USA)                             | 6–4, 2–6, 6–2, 3–6, 6–3                       |
| 1994                                          | Sergi Bruguera (ESP)                          | Alberto Berasategui (ESP)                     | 6–3, 7–5, 2–6, 6–1                            |
| 1995                                          | Thomas Muster (AUT)                           | Michael Chang (USA)                           | 7–5, 6–2, 6–4                                 |
| 1996                                          | Jevgenij Kafelnikov (RUS)                     | Michael Stich (GER)                           | 7–6(7–4), 7–5, 7–6(7–4)                       |
| 1997                                          | Gustavo Kuerten (BRA)                         | Sergi Bruguera (ESP)                          | 6–3, 6–4, 6–2                                 |
| 1998                                          | Carlos Moyà (ESP)                             | Àlex Corretja (ESP)                           | 6–3, 7–5, 6–3                                 |
| 1999                                          | Andre Agassi (USA)                            | Andrij Medveděv (UKR)                         | 1–6, 2–6, 6–4, 6–3, 6–4                       |
| 2000                                          | Gustavo Kuerten (BRA)                         | Magnus Norman (SWE)                           | 6–2, 6–3, 2–6, 7–6(8–6)                       |
| 2001                                          | Gustavo Kuerten (BRA)                         | Àlex Corretja (ESP)                           | 6–7(3–7), 7–5, 6–2, 6–0                       |
| 2002                                          | Albert Costa (ESP)                            | Juan Carlos Ferrero (ESP)                     | 6–1, 6–0, 4–6, 6–3                            |
| 2003                                          | Juan Carlos Ferrero (ESP)                     | Martin Verkerk (NED)                          | 6–1, 6–3, 6–2                                 |
| 2004                                          | Gastón Gaudio (ARG)                           | Guillermo Coria (ARG)                         | 0–6, 3–6, 6–4, 6–1, 8–6                       |
| 2005                                          | Rafael Nadal (ESP)                            | Mariano Puerta (ARG)                          | 6–7(6–8), 6–3, 6–1, 7–5                       |
| 2006                                          | Rafael Nadal (ESP)                            | Roger Federer (SWI)                           | 1–6, 6–1, 6–4, 7–6(7–4)                       |
| 2007                                          | Rafael Nadal (ESP)                            | Roger Federer (SWI)                           | 6–3, 4–6, 6–3, 6–4                            |
| 2008                                          | Rafael Nadal (ESP)                            | Roger Federer (SWI)                           | 6–1, 6–3, 6–0                                 |
| 2009                                          | Roger Federer (SWI)                           | Robin Söderling (SWE)                         | 6–1, 7–6(7–1), 6–4                            |
| 2010                                          | Rafael Nadal (ESP)                            | Robin Söderling (SWE)                         | 6–4, 6–2, 6–4                                 |
| 2011                                          | Rafael Nadal (ESP)                            | Roger Federer (SWI)                           | 7–5, 7–6(7–3), 5–7, 6–1                       |
| 2012                                          | Rafael Nadal (ESP)                            | Novak Djoković (SRB)                          | 6–4, 6–3, 2–6, 7–5                            |
| 2013                                          | Rafael Nadal (ESP)                            | David Ferrer (ESP)                            | 6–3, 6–2, 6–3                                 |
| 2014                                          | Rafael Nadal (ESP)                            | Novak Djoković (SRB)                          | 3–6, 7–5, 6–2, 6–4                            |
| 2015                                          | Stan Wawrinka (SWI)                           | Novak Djoković (SRB)                          | 4–6, 6–4, 6–3, 6–4                            |
| 2016                                          | Novak Djoković (SRB)                          | Andy Murray (GBR)                             | 3–6, 6–1, 6–2, 6–4                            |
| 2017                                          | Rafael Nadal (ESP)                            | Stan Wawrinka (SWI)                           | 6–2, 6–3, 6–1                                 |
| 2018                                          | Rafael Nadal (ESP)                            | Dominic Thiem (AUT)                           | 6–4, 6–3, 6–2                                 |
| 2019                                          | Rafael Nadal (ESP)                            | Dominic Thiem (AUT)                           | 6–3, 5–7, 6–1, 6–1                            |
| 2020                                          | Rafael Nadal (ESP)                            | Novak Djoković (SRB)                          | 6–0, 6–2, 7–5                                 |
| 2021                                          | Novak Djoković (SRB)                          | Stefanos Tsitsipas (GRE)                      | 6–7, 2–6, 6–3, 6–2, 6–4                       |
| 2022                                          | Rafael Nadal (ESP)                            | Casper Ruud (NOR)                             | 6–3, 6–3, 6–0                                 |
| 2023                                          | Novak Djoković (SRB)                          | Casper Ruud (NOR)                             | 7–6(7–1), 6–3, 7–5                            |
| 2024                                          | Carlos Alcaraz (ESP)                          | Alexander Zverev (GER)                        | 6–3, 2–6, 5–7, 6–1, 6–2                       |
| 2025                                          | Carlos Alcaraz (ESP)                          | Jannik Sinner (ITA)                           | 4–6, 6–7(4–7), 6–4, 7–6(7–3), 7–6(10–2)       |

## Statistiky

### Vícenásobní vítězové
| Tenista                                                                                       | éra       | éra  | éra     | roky vítězství                                                                     |
| Tenista                                                                                       | amatérská | open | celkově | roky vítězství                                                                     |
| --------------------------------------------------------------------------------------------- | --------- | ---- | ------- | ---------------------------------------------------------------------------------- |
| Rafael Nadal (ESP)                                                                            | 0         | 14   | 14      | 2005, 2006, 2007, 2008, 2010, 2011, 2012, 2013, 2014, 2017, 2018, 2019, 2020, 2022 |
| Max Decugis (FRA)                                                                             | 8         | 0    | 8       | 1903, 1904, 1907, 1908, 1909, 1912, 1913, 1914                                     |
| Björn Borg (SWE)                                                                              | 0         | 6    | 6       | 1974, 1975, 1978, 1979, 1980, 1981                                                 |
| Henri Cochet (FRA)                                                                            | 5         | 0    | 5       | 1922, 1926, 1928, 1930, 1932                                                       |
| André Vacherot (FRA)                                                                          | 4         | 0    | 4       | 1894, 1895, 1896, 1901                                                             |
| Paul Aymé (FRA)                                                                               | 4         | 0    | 4       | 1897, 1898, 1899, 1900                                                             |
| Maurice Germot (FRA)                                                                          | 3         | 0    | 3       | 1905, 1906, 1910                                                                   |
| René Lacoste (FRA)                                                                            | 3         | 0    | 3       | 1925, 1927, 1929                                                                   |
| Mats Wilander (SWE)                                                                           | 0         | 3    | 3       | 1982, 1985, 1988                                                                   |
| Ivan Lendl (TCH)                                                                              | 0         | 3    | 3       | 1984, 1986, 1987                                                                   |
| Gustavo Kuerten (BRA)                                                                         | 0         | 3    | 3       | 1997, 2000, 2001                                                                   |
| Novak Djoković (SRB)                                                                          | 0         | 3    | 3       | 2016, 2021, 2023                                                                   |
| André Gobert (FRA)                                                                            | 2         | 0    | 2       | 1911, 1920                                                                         |
| Jean Borotra (FRA)                                                                            | 2         | 0    | 2       | 1924, 1931                                                                         |
| Gottfried von Cramm (GER)                                                                     | 2         | 0    | 2       | 1934, 1936                                                                         |
| Frank Parker (USA)                                                                            | 2         | 0    | 2       | 1948, 1949                                                                         |
| Jaroslav Drobný (EGY)                                                                         | 2         | 0    | 2       | 1951, 1952                                                                         |
| Ken Rosewall (AUS)                                                                            | 1         | 1    | 2       | 1953, 1968                                                                         |
| Tony Trabert (USA)                                                                            | 2         | 0    | 2       | 1954, 1955                                                                         |
| Nicola Pietrangeli (ITA)                                                                      | 2         | 0    | 2       | 1959, 1960                                                                         |
| Manuel Santana (ESP)                                                                          | 2         | 0    | 2       | 1961, 1964                                                                         |
| Rod Laver (AUS)                                                                               | 1         | 1    | 2       | 1962, 1969                                                                         |
| Roy Emerson (AUS)                                                                             | 2         | 0    | 2       | 1963, 1967                                                                         |
| Jan Kodeš (TCH)                                                                               | 0         | 2    | 2       | 1970, 1971                                                                         |
| Jim Courier (USA)                                                                             | 0         | 2    | 2       | 1991, 1992                                                                         |
| Sergi Bruguera (ESP)                                                                          | 0         | 2    | 2       | 1993, 1994                                                                         |
| Carlos Alcaraz (ESP)                                                                          | 0         | 2    | 2       | 2024, 2025                                                                         |
| kurziva – vítězové před rokem 1925, kdy na turnaji startovali jen hráči z francouzských klubů |           |      |         |                                                                                    |

### Vítězové podle státu
| Stát               | éra       | éra  | éra     | titul | titul    |
| Stát               | amatérská | open | celkově | první | poslední |
| ------------------ | --------- | ---- | ------- | ----- | -------- |
| Francie            | 37        | 1    | 38      | 1892  | 1983     |
| Španělsko          | 2         | 22   | 24      | 1961  | 2025     |
| Austrálie          | 9         | 2    | 11      | 1933  | 1969     |
| USA                | 7         | 4    | 11      | 1938  | 1999     |
| Švédsko            | 1         | 9    | 10      | 1957  | 1988     |
| Československo     | 0         | 5    | 5       | 1970  | 1987     |
| Německo            | 3         | 0    | 3       | 1934  | 1937     |
| Itálie             | 2         | 1    | 3       | 1959  | 1976     |
| Brazílie           | 0         | 3    | 3       | 1997  | 2001     |
| Srbsko             | 0         | 3    | 3       | 2016  | 2023     |
| Spojené království | 2         | 0    | 2       | 1891  | 1935     |
| Egypt              | 2         | 0    | 2       | 1951  | 1952     |
| Argentina          | 0         | 2    | 2       | 1977  | 2004     |
| Švýcarsko          | 0         | 2    | 2       | 2009  | 2015     |
| Maďarsko           | 1         | 0    | 1       | 1947  | 1947     |
| Rumunsko           | 0         | 1    | 1       | 1973  | 1973     |
| Ekvádor            | 0         | 1    | 1       | 1990  | 1990     |
| Rakousko           | 0         | 1    | 1       | 1995  | 1995     |
| Rusko              | 0         | 1    | 1       | 1996  | 1996     |